# Namaste Tower
Namaste Tower es un rascacielos superalto propuesto en Bombay, Maharashtra, India. Tendrá 300 m de altura y 62 plantas, y contendrá un hotel, oficinas y comercios. Ha sido diseñada por Atkins, Dubái. Tendrá 120 000 m² de superficie total, 380 residencias de lujo de W Hotel, y 15 000 m² de espacio comercial y de oficinas.
Recuerda al gesto del ‘Námaste’: las dos alas del hotel están entrelazadas como manos saludando.

## Localización
La Namaste Tower está situada en Lower Parel, Bombay. El terreno donde se construirá era un antiguo molino de Ambika, que fue adquirido por los promotores usando modelos de recalificación.